# Surinamische Fußballnationalmannschaft
Die surinamische Fußballnationalmannschaft, auch „Natio“ genannt, ist die Herren-Auswahl des 1920 gegründeten Surinamischen Fußballbundes (SVB). Es vertritt die südamerikanische Republik Suriname bei internationalen Begegnungen. Wie die Fußballverbände der Nachbarländer Guyana und Französisch-Guayana gehört der SVB nicht dem südamerikanischen Kontinentalverband CONMEBOL, sondern der nord- und mittelamerikanischen CONCACAF an. Die Mannschaft nahm bisher zweimal am CONCACAF-Nations-Cup teil. Für eine Fußball-Weltmeisterschaft gelang bisher noch keine Qualifikation.

## Geschichte
Im Juli 1948 reiste zum ersten Mal eine Fußballnationalmannschaft von Suriname in das Mutterland, die Niederlande. Suriname war während des Zweiten Weltkrieges unbesetzt geblieben und die Reise einer Delegation aus der Kolonie nach Europa war für diese Zeit sowohl für die Spieler als auch für das Publikum in Holland schon etwas Besonderes. Um die 18 vom SVB nominierten Spieler vor allem mental vorzubereiten, war aus den Niederlanden extra ein Trainer nach Suriname gekommen. Gegner war nicht die niederländische Fußballnationalmannschaft, sondern verschiedene Clubs der Eredivisie, wie z. B. Ajax Amsterdam (Ergebnis: 2:2) und Feyenoord Rotterdam (Ergebnis: 1:3).
In den letzten Jahrzehnten wurden einige international erfolgreiche Fußballer in Suriname geboren. Als Emigranten erhielten sie ihre fußballerische Ausbildung im ehemaligen Mutterland. Aus diesen und sicher auch aus sportlichen und finanziellen Gründen entschieden sie sich, die Farbe der ehemaligen Kolonialmacht und nicht die von Suriname zu tragen. Einige bekannte Spieler und Trainer, die ihre Wurzeln in Suriname haben, sind: Ruud Gullit, Frank Rijkaard, Edgar Davids, Clarence Seedorf, Patrick Kluivert, Aron Winter, Jimmy Floyd Hasselbaink und Georginio Wijnaldum.

### Sportreisepass
Am 15. November 2019 debütierte mit Nigel Hasselbaink der erste Spieler seit der Unabhängigkeit Surinames von den Niederlanden im Jahre 1975 mit niederländischer Nationalität und surinamischen Wurzeln in einem offiziellen Spiel der Fußballnationalmannschaft von Suriname. Für die Spielberechtigung erhielt er einen sogenannten surinamischen Sportreisepass. Die Mannschaft gewann dieses Spiel zur Qualifikation für den CONCACAF Gold Cup 2021 in Paramaribo gegen Dominica mit 4:0.
Die FIFA hat am 16. Oktober 2020 sieben weiteren Profis mit surinamischen Wurzeln aus Europa die Erlaubnis erteilt, für die Fußballnationalmannschaft zu spielen. Hierzu gehört u. a. auch Sheraldo Becker der am 4. Juni 2021 sein Debüt gegen Bermuda bei der WM-Qualifikation gab.

### Trainer
Nachdem es zwischen Coach Leo Koswal und einigen Spielern aus dem Kader der Nationalmannschaft zu Konflikten gekommen war, entschloss sich der Vorstand des SVB nach Anhörung beider Seiten am 26. Juli 2006, Trainer Koswal mit sofortiger Wirkung zu entlassen. Als neuer Trainer wurde Kenneth Jaliens, Onkel des niederländischen Fußballnationalspielers Kew Jaliens, angestellt.
Am 12. März 2009 wurde der ehemalige surinamische Nationalspieler Wensley Bundel zunächst für einen Zeitraum von vier Monaten als neuer Trainer der Nationalmannschaft durch den SVB verpflichtet. Bundel war als Spieler mit dem SV Transvaal vielfacher Landesmeister und CONCACAF-Champions-Cup-Sieger. Nach seiner aktiven Zeit war er als Trainer bei mehreren Hoofdklasse-Vereinen erfolgreich tätig. Als Assistent und Co-Trainer stand ihm Arnold Burleson zur Seite. Das erste Länderspiel unter dem neuen Trainer-Gespann, am 22. April 2009 gegen Französisch-Guayana, im Stade de Baduel in Cayenne, endete torlos, 0:0.
Nachdem Ricardo Winter die Mannschaft für kurze Zeit ad Interim von Bundel übernommen hatte, verpflichtete der SVB im Januar 2010 Kees Zwamborn als neuen Trainer. Er war nach Rob Groener, der die Nationalmannschaft Ende der 1970er Jahre betreut hatte, der zweite niederländische Trainer nach der Unabhängigkeit Surinames. Die Zusammenarbeit zwischen dem SVB und Zwamborn endete bereits wieder am 1. Juni 2010, und Ricardo Winter wurde für die Karibikmeisterschaft 2010 verpflichtet.
Im Juli 2011 machte der SVB bekannt, dass der technische Koordinator des Fußballbundes Kenneth Jaliens (53) erneut als Trainer der Nationalmannschaft verpflichtet wurde. Nach seinem Ausscheiden 2009 als Trainer schloss er erfolgreich eine neun Monate dauernde Trainer-Coach (TC) 1-Ausbildung beim KNVB ab, die es ermöglicht, im bezahlten Fußball in Europa bis zum Posten des Assistent-Trainer zu gelangen. Unter Jaliens begann die Nationalmannschaft die Vorbereitung auf die Qualifikation für die WM 2014. Suriname scheiterte als Dritter in der CONCACAF-Qualifikations-Gruppe A.
Der Vorstand des SVB hat zusammen mit dem technischen Direktor Kenneth Jaliens den bereits früher als Trainer der Nationalmannschaft tätigen Ricardo Winter im März 2012 erneut verpflichtet. Nachdem der bisherige Trainer der U-20 Nationalmannschaft Harold Deyl es abgelehnt hat, die Stelle des Assistenz-Trainers zu übernehmen, wurde im April 2012 Eugene Verwey verpflichtet.
Anfang Mai 2014 gab der SVB bekannt, dass Roberto Gödeken zur Vorbereitung und Teilnahme der Nationalmannschaft an der Fußball-Karibikmeisterschaft im November 2014 in Jamaica als Nationaltrainer angestellt wurde.
Am 2. Februar 2015 wurde Dean Gorré (44) vom SVB als neuer Bundestrainer verpflichtet. Sein Vertrag war bis zum 30. Juni 2015 befristet. Im Juni traf Suriname in der zweiten Vorrunde der Qualifikation zur Fußball-Weltmeisterschaft 2018 auf Nicaragua. Nachdem das Hinspiel in Managua mit 0:1 verloren gegangen war, unterlag Suriname am 16. Juni 2015 unter Dean Gorré auch das Rückspiel in Paramaribo im André-Kamperveen-Stadion mit 1:3.
Nach einer Zeit mit Übergangstrainern erhielt Dean Gorré am 3. Juli 2018 vom SVB erneut einen Vertrag als Bundestrainer, dieses Mal mit einer Laufzeit von zwei Jahren. Der im März 2020 für zwei Jahre verlängerte Vertrag wurde im Juli 2021 durch den Vorstand des SVB gekündigt und Gorré damit als Trainer der Nationalmannschaft vorzeitig entlassen.
Als Nachfolger von Dean Gorré wurde am 4. Januar 2022 Stanley Menzo für zwei Jahre als Bundestrainer angestellt. Nach nur acht Monate im Amt kündigte Menzo zum 1. September seinen Vertrag beim SVB als Nationaltrainer für ein „lukrativeres Angebot“ beim Beijing Guoan.
Der SVB schloss am 5. September 2022 mit Aron Winter ein Abkommen als Übergangstrainer. Er wird die Nationalmannschaft bei den kommenden Freundschaftsspielen in den Niederlanden betreuen. Er wird hierbei von Roberto Gödeken und Ryan Koolwijk assistiert.
Seit dem 22. März 2023 ist Aron Winter offizieller Trainer der Nationalmannschaft. Die Dauer der endgültigen Verpflichtung ist noch nicht bekannt, aber eines der Ziele von Winter mit Suriname ist die Qualifikation für die Fußball-Weltmeisterschaft 2026. Der Vertrag mit Aron lief am 31. Dezember 2023 aus und wurde nicht verlängert.
Am 7. März 2024 wurde auf einer Pressekonferenz in Paramaribo bekannt gemacht, dass Stanley Menzo erneut als Bundestrainer- und Brian Tevreden als General-Manager angestellt wurden. Menzo stehen als technische und analytische Mitarbeiter, Roberto Gödeken, Ryan Koolwijk und Remko Bicentini zur Verfügung.

### Parbo-Bier-Cup 2009
Vom 3. Juni bis 7. Juni 2009 wurde im André-Kamperveen-Stadion in Paramaribo der Parbo-Bier-Cup ausgetragen. An dem Turnier nahmen die Nationalmannschaften von Guyana und Antigua & Barbuda, die Fußballauswahl von Französisch-Guayana sowie erstmals in der Geschichte des surinamischen Fußballs eine gemischte Mannschaft von Profis surinamischer Abstammung aus den Niederlanden und Spielern der Nationalmannschaft von Suriname (Suri-Mix-Team) teil.
Überraschend verlor Suriname, mit Edgar Davids als Spielführer, bereits am 3. Juni ihr Auftaktspiel gegen den späteren Cup 2009 Sieger Französisch-Guayana mit 0:2. Das Suri-Mix-Team belegte in der Abschlusstabelle den zweiten Platz.

## Turniere

### Weltmeisterschaft
- 1930 und 1934 – nicht teilgenommen
- 1938 – Die Anmeldung zur Qualifikation zur WM 1938 in Frankreich wurde zurückgezogen.
- 1950 bis 1958 – nicht teilgenommen
- 1962 – In der Qualifikation zur WM 1962 in Chile traf man in der Vorrunde in der Gruppe 3 auf die niederländischen Antillen und schied mit 1:2 und 0:0 aus.
- 1966 – In der Qualifikation zur WM 1966 in England spielte in der Vorrunde in der Gruppe 2 gegen Costa Rica und Trinidad und Tobago. Nach einem Sieg aus 4 Spielen schied man als Gruppenzweiter aus.
- 1970 – In der Qualifikation zur WM 1970 in Mexiko traf man in der Gruppe 4 auf El Salvador und die niederländischen Antillen. Nach 2 Siegen und 2 Niederlagen schied man als Gruppenzweiter aus.
- 1974 – In der Qualifikation zur WM 1974 in Deutschland traf man in der Gruppe 6 auf Trinidad und Tobago und Antigua und Barbuda. Nach 2 Siegen, 1 Unentschieden und 1 Niederlage schied man jedoch wieder als Gruppenzweiter aus.
- 1978 – In der Qualifikation zur WM 1978 in Argentinien traf man in der Karibikzone der 1. Runde in der Gruppe A erst auf Guyana, gegen das man sich mit 0:2 und 3:0 für die 2. Runde qualifizieren konnte. Dort konnte man sich nach einem 1:1 und einem 2:2 im Entscheidungsspiel mit 3:2 nach Verlängerung gegen Trinidad und Tobago durchsetzen. In der Endrunde traf man auf Mexiko, Haiti, Honduras, Kanada und Guatemala. Nach 5 Niederlagen verpasste man als Gruppenletzter die Qualifikation.
- 1982 – In der Qualifikation zur WM 1982 in Spanien traf man in der Karibikzone der Gruppe A auf Kuba und Guyana. Mit 2 Siegen, 1 Unentschieden und 1 Niederlage schied man als Gruppenzweiter aus.
- 1986 – In der Qualifikation zur WM 1986 in Mexiko setzte man sich in der 1. Runde in der Gruppe 1 mit 1:0 und 1:1 gegen Guyana durch. In der 2. Runde traf man auf Honduras und El Salvador. Musste aber nach nur 1 Unentschieden aus 4 Spielen die Segel streichen.
- 1990 – nicht teilgenommen
- 1994 – In der Qualifikation zur WM 1994 in den USA traf man in der Karibikzone 3 der 1. Runde mal wieder auf Guyana und qualifizierte sich mit 2:1 und 1:1 für die nächste Runde. Dort schied man jedoch mit 0:0 und 1:2 gegen St. Vincent aus.
- 1998 – In der Qualifikation zur WM 1998 in Frankreich traf man in der Karibikzone 4 der Vorrunde auf Jamaika und musste sich zweimal mit 0:1 geschlagen geben.
- 2002 – In der Qualifikation zur WM 2002 in Japan und Südkorea wurde man in der Karibikzone 1 der 1. Runde gegen Santa Lucia gelost und setzte sich nach 0:1 und 1:0 mit 3:1 im Elfmeterschießen durch. Im Halbfinale schied man mit 0:1 und 0:0 gegen Kuba aus.
- 2006 – In der Qualifikation zur WM 2006 in Deutschland traf man in der 1. Runde auf Aruba und zog mit 2:1 und 8:1 in die 2. Runde ein. Dort schied man mit 1:1 und 1:3 gegen Guatemala aus.
- 2010 – Im Rahmen der Qualifikation zur Fußball-Weltmeisterschaft 2010 in Südafrika traf das Team in der ersten Runde der CONCACAF-Zone auf die Nationalmannschaft von Montserrat. Das Spiel in Macoya (Trinidad) endete am 26. März 2008 mit 7:1 für Suriname. In der zweiten Runde traf das Team auf Guyana. Am 14. Juni gewann Suriname das Hinspiel im André-Kamperveen-Stadion in Paramaribo mit 1:0. Da auch das Rückspiel am 22. Juni im Providence-Stadion in Guyana mit 2:1 gewonnen wurde, hatte sich Suriname für die erste Gruppenphase qualifiziert. Die Mannschaft spielte hier in Gruppe 3 gegen Costa Rica, El Salvador und Haiti um die beiden Plätze für die vierte Qualifikationsrunde. Das erste Spiel der Gruppenphase zwischen Haiti und Suriname am 20. August 2008 in Port-au-Prince endete 2:2 (0:2). Am 6. September 2008 verlor Suriname gegen Costa Rica im Ricardo-Saprissa-Stadion in San José mit 0:7 (0:2) Toren. Auch das erste Heimspiel gegen El Salvador, am 10. September 2008 ging mit 0:2 (0:2) verloren. Das Rückspiel gegen Costa Rica, am 11. Oktober 2008 in Paramaribo, verlor Suriname mit 1:4 (0:2). In El Salvador gab es am 15. Oktober 2008 die 4. Niederlage mit 0:3 (0:2) Toren. Am 19. November 2008 bestritten die beiden Verlierer der Gruppe 3, Suriname und Haiti in Paramaribo ihr letztes Qualifikationsspiel. Wie im Hinspiel endete auch das Rückspiel mit 1:1 (1:1) unentschieden.
- 2014 – In der Qualifikation zur WM 2014 in Brasilien traf man in der 2. Runde auf El Salvador, die Dominikanische Republik und die Kaimaninseln. Nach 2 Siegen und 1 Unentschieden aus 6 Spielen schied man als Gruppendritter aus.
- 2018 – In der Qualifikation zur WM 2018 in Russland traf die Mannschaft in der zweiten Runde im Juni 2015 auf Nicaragua und verpasste mit 0:1 und 1:3 die dritte Runde.
- 2022 – In der Qualifikation traf Suriname in der ersten Runde auf Aruba, Bermuda, die Cayman Islands und Kanada. Nach drei Siegen und einer 0:4-Niederlage im entscheidenden letzten Spiel gegen Kanada ist die Mannschaft ausgeschieden.[18]

### CONCACAF Meisterschaft

#### CONCACAF-Nations-Cup
Ab 1973 diente das Turnier auch als WM-Qualifikation.
- 1963 bis 1969 – nicht teilgenommen
- 1971 – Da Suriname in der zweiten Qualifikationsrunde nicht gegen Haiti antreten wollte, wurde der Endrundenplatz an Haiti vergeben.
- 1973 – nicht teilgenommen
- 1977 – 6. Platz
- 1981 – nicht qualifiziert
- 1985 – Vorrunde
- 1989 – nicht teilgenommen

#### CONCACAF Gold Cup
- 1991 – nicht qualifiziert
- 1993 – zurückgezogen
- 1996 – nicht qualifiziert
- 1998 – nicht teilgenommen
- 2000 – nicht qualifiziert
- 2002 und 2003 – während der Qualifikation zurückgezogen
- 2005 bis 2019 – nicht qualifiziert
- 2021 – Vorrunde
- 2023 – nicht qualifiziert

Auch Suriname muss sich über die von der Caribbean Football Union (CFU) organisierten Digicel Caribbean Championship für den CONCACAF Gold Cup qualifizieren.
- 2025 – Vorrunde[19]

### Karibikmeisterschaft
| - 1989 – nicht teilgenommen - 1991 – Vorrunde - 1992 – Hauptrunde - 1993 – zurückgezogen - 1994 – 4. Platz - 1995 – nicht qualifiziert - 1996 – 4. Platz - 1997 – nicht teilgenommen - 1998 – Vorrunde | - 1999 – Vorrunde - 2001 – Hauptrunde - 2005 – 1. Runde - 2007 – 2. Runde - 2008 – 2. Runde - 2010 – 2. Runde - 2012 – 2. Runde - 2014 – nicht qualifiziert - 2017 – nicht für die Endrunde qualifiziert |

### ABCS-Turnier
| - 2010 – 1. Platz - 2011 – 3. Platz - 2012 – 2. Platz - 2013 – 1. Platz - 2014 – nicht ausgetragen - 2015 – 1. Platz |